# Dragon Age: Il trono usurpato
Dragon Age: il Trono Usurpato (in inglese Dragon Age: The Stolen Throne) è un romanzo del 2009 scritto da David Gaider sceneggiatore e collaboratore di Bioware, È il primo libro ispirato alla saga di Dragon Age e la trama percorre gli eventi che precedono il primo videogioco, narrando le vicende del principe Maric e della sua lotta per liberare il Ferelden dal dominio orlesiano.

## Trama
Anno 8:96 Era Benedetta. Sono passati 52 anni dall'Assedio di Denerim e dall'inizio del dominio orlesiano sul Ferelden. Sin dall'inizio, i conquistatori si dimostrarono crudeli nei confronti della popolazione locale, mettendo al bando le vecchie leggi e vessandoli con angherie di ogni tipo. Da anni, Moira Theirin, la Regina Ribelle, figlia dell'ultimo e legittimo sovrano del regno, lotta per liberare la sua gente dal giogo imperiale; purtroppo, durante la ricerca di nuovi alleati nei pressi della città di Lothering, Moira cade vittima di una trappola ordita da un gruppo di nobili fereldiani guidati da Bann Cerlic. Con le ultime forze rimaste, la regina sprona Maric, il suo unico figlio, a fuggire e trovare un riparo sicuro: il giovane sfuggirà alla morte solo grazie all'intervento di Loghain Mac Tir, un ragazzo che lo porterà in un accampamento di fuorilegge guidati da suo padre Gareth: costoro non sono altri che gente del Ferelden ridotti alla povertà e alla disperazione dagli invasori, che al carcere e alla morte hanno preferito una vita in clandestinità ai margini della società civile. Ben presto le truppe di Cerlic rintracciano il fuggitivo e attaccano il campo, provocando una carneficina; Maric, scortato da Loghain, che ha avuto l'incarico dal padre di portare il principe al sicuro, si addentra nelle Selve Korcari per seminare gli inseguitori, e qui, dopo varie disavventure arrivano al cospetto di Flemeth, una strega delle selve temutissima dagli Elfi Dalish (i quali la chiamano "Asha'bellanar", che in elfico significa "La donna dai molti anni") e dai selvaggi Chasind. La maga indirizzerà i due sulla giusta strada e rivelerà a Maric, in modo enigmatico, alcuni eventi del suo futuro.
Tornati nelle Colline Meridionali, vicino Distesa Meridionale, Maric e Loghain trovano l'accampamento dei ribelli, guidato da Rendorn Guerrin, ex arle di Redcliffe e primo luogotenente della Regina Ribelle, sotto assedio delle forze di Cerlic e del tiranno orlesiano. Grazie ad un piano escogitato da Loghain, i ribelli riescono a sfuggire alla morsa nemica ed a salvare metà dell'armata. Nei tre anni successivi, Maric, Loghain e Rowan Guerrin, figlia di Rendorn e promessa sposa del principe, viaggiano in tutte le terre del regno per cercare alleati, finanziamenti e nuovi uomini per rafforzare la ribellione; il loro maggior successo è l'adesione di Byron Howe, Arle di Amaranthine, nelle file dei ribelli, mentre il loro più grande fallimento il rifiuto della Chiesa a sostenerli e l'ostinata neutralità del Circolo dei Magi nei confronti dei due schieramenti.
Nell'anno 8:99 Era Benedetta, le truppe di Maric strappano la città portuale di Gwaren dal controllo orlesiano, ottenendo il primo vero successo della ribellione: nello scontro perde la vita Byron Howe ma un suo agente, l'elfa Katriel giunge nella città con informazioni importantissime. Ella riferisce che di lì a qualche settimana un galeone orlesiano trasportante la paga degli Chevalier, cavalieri d'élite orlesiani al servizio del falso re, dovrebbe approdare  alla fortezza di Colle Occidentale, sul Litorale. Riuscire a rubare il prezioso carico significherebbe una clamorosa sconfitta nei confronti degli orlesiani e l'ingente quantità d'oro permetterebbe ai ribelli di incrementare il loro sforzo bellico. Purtroppo, l'intera faccenda si rivela essere una trappola architettata da Severan, il mago di corte di Re Meghren, e si trasforma in una sonora disfatta per le forze di Maric, nella quale muore anche il fidato Rendorn Guerrin. Katriel era infatti un bardo al soldo di Severan, che, abilmente infiltratasi nei ranghi dei ribelli, aveva fornito loro apposite informazioni false. Tuttavia l'elfa si schiera definitivamente dalla parte di Maric quando un secondo agente del mago tenta di assassinarla: per rimediare all'errore commesso, ella salva il principe da un agguato e lo aiuta a ricongiungersi alle sue ultime truppe di stanza a Gwaren, conducendolo nelle Vie Profonde dei nani.
Nelle tenebre di queste antiche gallerie, Maric trova un'antica spada in osso di drago e vede con i suoi occhi la corruzione della Prole Oscura e la disperata lotta che silenziosamente i nani conducono continuamente per recuperare il loro antico impero. Grazie all'aiuto di una compagnia della Legione dei Morti, il principe e i suoi compagni riescono a tornare alla città costiera in tempo per spezzare l'assedio nemico e salvare i loro uomini.
Qui Maric, scoperta la vera identità di Katriel, di cui si è nel frattempo innamorato, porta a compimento una delle profezie di Flemeth: Farai del male a coloro che più ami e diventerai ciò che detesti, per salvare quel che ami; egli infatti uccide l'elfa e diviene il sovrano che era destinato ad essere.
La notizia del ritorno del principe, dato frettolosamente per morto da Re Meghren, suscita un'ondata di sommosse contro i conquistatori; i ranghi dell'armata ribelle crescono a dismisura mentre le forze orlesiane cercarno di reprimere nel sangue le proteste, facendo inferocire ancora di più la popolazione. Mentre la situazione degenera a tal punto da costringere Meghren a chiedere rinforzi a suo cugino, l'imperatore Florian, Maric giustizia Cerlic e gli altri nobili traditori che avevano assassinato sua madre, conquistandosi definitivamente le simpatie della nobiltà del Ferelden. Rowan e Loghain sul finire dell'ultimo anno dell'Era Benedetta, proprio mentre un drago si desta per la prima volta, dopo secoli di apparente estinzione, ottengono la vittoria decisiva sulle truppe orlesiane: nei pressi del Fiume Dane infatti, due legioni di rinforzi destinati all'usurpatore vengono attaccati di sorpresa e  annientati dall'armata ribelle.
Mentre Meghren perde contemporaneamente il supporto dell'impero e della Chiesa, Maric giunge nella tenda del mago Severan e lo uccide in duello per vendicare la morte di Katriel, a suo dire causata dai suoi intrighi.
Quasi 20 anni dopo, una sacerdotessa della Chiesa racconta questa storia a Cailan Therin, figlio di Maric e di Rowan Guerrin e legittimo erede al trono del Ferelden.

## Personaggi
- Maric Theirin - il principe del Ferelden e legittimo erede al trono
- Loghain Mac Tir - un giovane fuorilegge fereldiano
- Rowan Guerrin - una guerriera dell'armata ribelle e promessa sposa del principe Maric
- Rendorn Guerrin - Arle di Redcliffe
- Katriel - una misteriosa messaggera elfica
- Severan - un mago del Circolo dei Magi e consigliere di Meghren
- Madre Bronach - la grande sacerdotessa del Ferelden
- Re Meghren il Folle - il re orlesiano usurpatore del Ferelden